# The Menu
The Menu (Fernsehtitel: Das Menü) ist eine US-amerikanische Horrorkomödie von Regisseur Mark Mylod, in der das Thema Haute Cuisine in den Mittelpunkt gestellt wird. Die Hauptdarsteller Anya Taylor-Joy und Nicholas Hoult verkörpern ein junges Paar, das ein abgelegenes Restaurant des von Ralph Fiennes gespielten Küchenchefs mit ungeahnten Konsequenzen besucht.
Die Weltpremiere der schwarzhumorigen Satire mit Horrorelementen fand am 11. September 2022 auf dem Toronto International Film Festival statt. Der Film kam am 17. November 2022 in die deutschen und am darauffolgenden Tag in die US-amerikanischen Kinos.

## Handlung
Der Feinschmecker Tyler engagiert die Escort-Dame Margot, die ihn zu einem exklusiven Dinnerabend auf einer abgelegenen Insel vor der US-Küste begleiten soll. Gemeinsam mit zehn anderen geladenen Gästen werden beide von der Oberkellnerin Elsa in Empfang genommen und über die Insel geführt, auf der alle Zutaten des abendlichen Menüs selbst angebaut werden. Im Restaurant Hawthorn des Küchenchefs Julian Slowik wird Margot von Beginn an mit Misstrauen begegnet, da sie ursprünglich nicht auf der Gästeliste stand und nur kurzfristig für Tylers verhinderte Freundin eingesprungen ist.
Slowik, den gesamten Film über als Maître angesprochen, möchte seine Gäste mit einem thematisch durchchoreografierten Abend und einem 1.250 US-Dollar teuren Degustationsmenü beeindrucken, das „geschmeckt“ und nicht „gegessen“ werden soll. Die ersten drei Gänge finden nicht bei allen Gästen Anklang, können mit der Zeit aber insbesondere die Restaurantkritikerin Lillian Bloom und den Slowik anhimmelnden Tyler beeindrucken. Margot ist von den gebotenen Speisen hingegen nur wenig begeistert und verweigert den Verzehr, wodurch Slowik verärgert wird.
Mit dem dritten Gang beginnen sich die Gäste zunehmend unwohl zu fühlen, da Slowik Tortillas mit privaten Fotos lasergraviert hat und dadurch Geheimnisse der Anwesenden öffentlich macht. Die Situation spitzt sich weiter zu, als sich der ambitionierte, aber unqualifizierte Souschef Jeremy Louden zu Beginn des vierten Gangs erschießt. Dann ertränkt Slowik den Besitzer der Insel, der auch sein Chef ist, vor aller Augen im Meer. Als einem Gast nach einem Fluchtversuch ein Finger abgehackt wird, beginnen die Anwesenden zu verstehen, dass sie Teil einer ausweglosen Inszenierung sind, an deren Ende sie alle sterben sollen.
Slowik gibt als Beweggründe an, alle anwesenden Gäste hätten dazu beigetragen, dass der Respekt gegenüber der Kochkunst mit der Zeit abgenommen und er seine Leidenschaft verloren habe. So seien die Restaurantkritikerin Lillian und ihr Verlagspartner Ted für die Schließung zahlreicher Restaurants verantwortlich, seine alkoholabhängige Mutter Linda habe ihn nie bei seinen Träumen unterstützt und die Liebbrandts erinnerten sich als Stammgäste an keines seiner Gerichte. Den Schauspieler George Díaz wolle er nur für einen schlechten Film bestrafen. In Tyler sieht er einen Hobbykoch, der professionellen Köchen das Geheimnisvolle raube. Als einziger wusste er, dass alle Gäste sterben werden, auch seine Begleitung. Slowik überlässt dieser die Wahl, zusammen mit den Gästen oder den Bediensteten zu sterben.
In den folgenden Gängen werden die männlichen Gäste über die Insel gejagt, ehe sich der Hobbykoch Tyler gegenüber Slowik beweisen muss. Der Küchenchef befindet die von Tyler zubereitete Speise als fürchterlich und nötigt ihn, Suizid durch Erhängen zu begehen. Margot konnte unterdessen scheinbar über ein Funkgerät Hilfe rufen, doch die Küstenwache entpuppt sich nur als weiterer Teil von Slowiks Inszenierung. Als sich der Küchenchef enttäuscht von der jungen Frau abwendet, beschließt Margot, Slowik herauszufordern, und lässt einen der Gänge zurückgehen.
Als Slowik fragt, was mit dem Essen nicht stimme, wirft die hungrige Margot ihm vor, ohne Liebe zu kochen, und fordert von ihm die Zubereitung eines einfachen Cheeseburgers mit Pommes frites. Der an seine Kochanfänge erinnerte Küchenchef nimmt die Herausforderung an und erlaubt Margot, das Essen einzupacken und die Szenerie zu verlassen. Die anderen Gäste werden als Dessert S’More verkleidet, ehe Slowik das gesamte Haus mit allen Personen abbrennt. Margot entkommt mit dem Motorboot, beobachtet die Flammen aus der Ferne und isst ihren Cheeseburger.

## Hintergrund

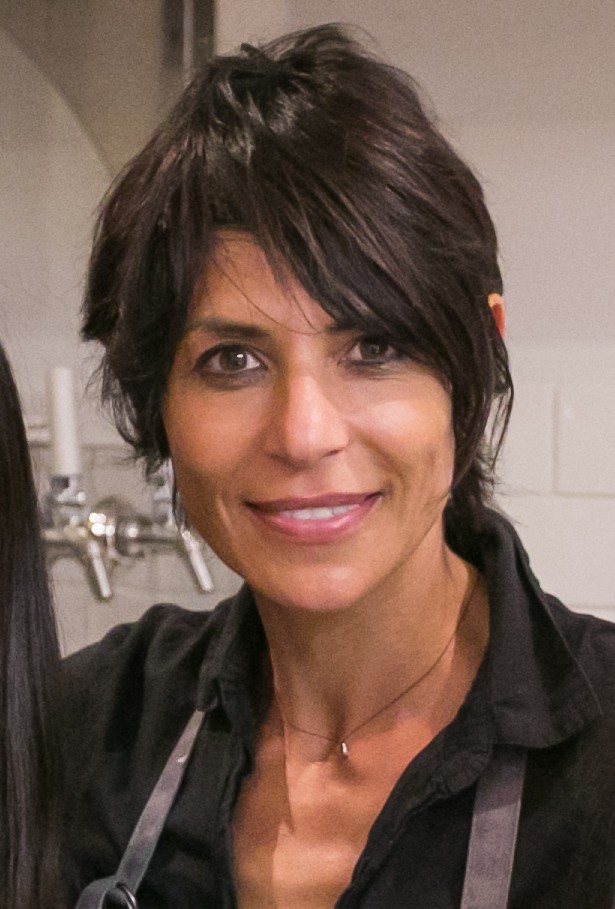
Chefköchin Dominique Crenn beriet bei den im Film gezeigten Speisen (2013)

Das Filmprojekt wurde im April 2019 angekündigt, ursprünglich unter der Regie von Alexander Payne und mit Emma Stone in der weiblichen Hauptrolle. Das Drehbuch von Seth Reiss und Will Tracy war 2020 in der Blacklist der besten unverfilmten Ideen Hollywoods gelistet. Aufgrund von Terminkonflikten mussten Payne und Stone das Projekt verlassen und Mark Mylod wurde mit der Regie betraut. Für den Briten ist es die erste große Studioproduktion seit Der perfekte Ex (2011). Er hatte sich zuvor als Regisseur an der von Adam McKay mitproduzierten preisgekrönten Serie Succession einen Namen gemacht, an der Co-Drehbuchautor Tracy beteiligt war. McKay agiert mit seinem Unternehmen Hyperobject Industries gemeinsam mit Searchlight Pictures ebenfalls als Produzent an The Menu. Die Hauptrollen wurden mit Ralph Fiennes, Anya Taylor-Joy und Nicholas Hoult besetzt.
Die Dreharbeiten begannen ab Anfang September 2021 in Savannah (Georgia). Die Szenen auf der Insel wurden auf Tybee Island, einer kleinen Barriereinsel des Bundesstaates, in Tybee Beach sowie in Villen am Horsepen Point Drive gedreht.
Für Kamera und Schnitt zeichneten Peter Deming bzw. Christopher Tellefsen verantwortlich. Als technische Beraterin für die im Film gezeigte Haute Cuisine wurde die mit drei Michelin-Sternen ausgezeichnete französische Köchin Dominique Crenn herangezogen, Besitzerin des Restaurants Atelier Crenn in San Francisco.

## Synchronisation
Die deutschsprachige Synchronfassung entstand nach einem Dialogbuch und unter der Dialogregie von Christian Weygand bei FFS Film- & Fernseh-Synchron.
| Rolle                    | Schauspieler    | Synchronsprecher     |
| ------------------------ | --------------- | -------------------- |
| Küchenchef Julian Slowik | Ralph Fiennes   | Udo Schenk           |
| Margot Mills / Erin      | Anya Taylor-Joy | Lina Rabea Mohr      |
| Tyler                    | Nicholas Hoult  | Ozan Ünal            |
| Elsa                     | Hong Chau       | Claudia Lössl        |
| Lillian Bloom            | Janet McTeer    | Elisabeth Günther    |
| Ted                      | Paul Adelstein  | Hans-Georg Panczak   |
| George Díaz              | John Leguizamo  | Christian Weygand    |
| Felicity                 | Aimee Carrero   | Patricia Strasburger |
| Anne Liebbrandt          | Judith Light    | Angelika Bender      |
| Richard Liebbrandt       | Reed Birney     | Hans Bayer           |
| Soren                    | Arturo Castro   | Felix Auer           |
| Bryce                    | Rob Yang        | Benedikt Gutjan      |
| Dave                     | Mark St. Cyr    | Julian Manuel        |

## Rezeption

### Einspielergebnis
Die weltweiten Einnahmen des Films aus Kinovorführungen summieren sich auf über 78 Millionen US-Dollar. Am Startwochenende beliefen sich die Kinokartenverkäufe in den USA auf mehr als 9 Millionen US-Dollar. Damit belegte The Menu mit Abstand einen zweiten Platz hinter dem Science-Fiction-Streifen Black Panther: Wakanda Forever.

### Kritiken
Der erste Trailer zum Film wurde Anfang Juni 2022 veröffentlicht; ein zweiter folgte Anfang August 2022. Die Premiere von The Menu erfolgte am 11. September 2022 auf dem Toronto International Film Festival. Dort wurde das Werk als „scharfe Satire“ und finsterer „kulinarischer Albtraum“ angepriesen. Die reguläre Veröffentlichung in den US-amerikanischen Kinos startete am 18. November 2022 im Verleih von Searchlight Pictures. In Deutschland erschien der Film einen Tag früher. Auf der Website Rotten Tomatoes hält The Menu eine Bewertung von 89 Prozent, basierend auf über 200 englischsprachigen Kritiken und einer Durchschnittswertung von 7,6 von 10 Punkten. Das Fazit der Seite lautet: „Während sich sein sozialer Kommentar auf grundlegende Zutaten stützt, serviert The Menu schwarze Komödie mit viel Geschmack.“ Auf der Website Metacritic erhielt der Film eine Bewertung von 71 Prozent, basierend auf mehr als 40 ausgewerteten englischsprachigen Kritiken. Dies entspricht „allgemein positive Bewertungen“ („generally favorable reviews“).
In der Rezension des NDR heißt es von der Kritikerin Anna Wollner, der Film sei „eine Versuchsanordnung und eine Abrechnung mit dem Kult des guten Essens, egal zu welchem Preis, mit der immer größer werdenden Erwartungshaltung der betuchten Gäste, unterhalten zu werden“. Der Film verhandele das Verhältnis von Essen als Kunst, das er als leere Konsumhülle deklariere.
In der Filmzeitschrift epd Film schreibt Kai Mihm, dass „von der selbstherrlichen Großkritikerin über die neureichen Prestige-Esser bis zum prätentiösen Supernerd sämtliche Gast-Archetypen punktgenau karikiert“ würden. Nur vereinzelt verfalle das Drehbuch in „letztlich konservative Klischees über kulinarische Kreativität und Avantgarde“. Im Eifer des satirischen Gefechts werde manches simplifiziert, und am Ende sei The Menu „wohl eher blutiges Boulevardtheater als tiefschürfende Reflexion“.
Die Plattform für Filmempfehlungen Moviepilot listet The Menu, mit einer Bewertung von 7.1 von 10, als beste Horrorkomödie aus dem Jahr 2022.

### Auszeichnungen
The Menu wurde in der Filmpreissaison 2022/23 bisher für 20 internationale Film- bzw. Festivalpreise nominiert, von denen das Werk eine Auszeichnung gewinnen konnte.
| Filmpreis (Auswahl)                                 | Kategorie                                 | Resultat  | Preisträger/ Nominierte                                               |
| --------------------------------------------------- | ----------------------------------------- | --------- | --------------------------------------------------------------------- |
| Artios Awards 2023                                  | Bestes Casting – Big-Budget-Filmkomödie   | Nominiert | Becca Burgess                                                         |
| Critics’ Choice Super Awards 2023                   | Bester Schauspieler in einem Horrorfilm   | Gewonnen  | Ralph Fiennes                                                         |
| Eddie Awards 2023                                   | Bester Schnitt – Filmkomödie              | Nominiert | Christopher Tellefsen                                                 |
| Golden Globe Awards 2023                            | Beste Hauptdarstellerin – Komödie/Musical | Nominiert | Anya Taylor-Joy                                                       |
| Golden Globe Awards 2023                            | Bester Hauptdarsteller – Komödie/Musical  | Nominiert | Ralph Fiennes                                                         |
| Hollywood Music In Media Awards 2022                | Beste Filmmusik – Horrorfilm              | Nominiert | Colin Stetson                                                         |
| Leiden International Film Festival 2022             | Bester Film                               | Nominiert | Mark Mylod                                                            |
| London Critics’ Circle Film Awards 2023             | Bester britischer/irischer Darsteller     | Nominiert | Ralph Fiennes                                                         |
| Make-Up Artists and Hair Stylists Guild Awards 2023 | Bestes zeitgenössisches Make-up           | Nominiert | Deborah LaMia Denaver, Mazena Puksto, Donna Cicatelli, Deb Rutherford |
| Make-Up Artists and Hair Stylists Guild Awards 2023 | Beste zeitgenössische Frisuren            | Nominiert | Adruitha Lee, Monique Hyman, Kate Loftis, Barbara Sanders             |
| North Texas Film Critics Association Awards 2022    | Bestes Schauspielensemble                 | Gewonnen  | k. A.                                                                 |
| Satellite Awards 2022                               | Bester Hauptdarsteller                    | Nominiert | Ralph Fiennes                                                         |
| Saturn-Award-Verleihung 2024                        | Bester Thriller                           | Nominiert | k. A.                                                                 |
| Saturn-Award-Verleihung 2024                        | Beste Regie                               | Nominiert | Mark Mylod                                                            |
| Saturn-Award-Verleihung 2024                        | Bestes Drehbuch                           | Nominiert | Seth Reiss, Will Tracy                                                |
| Saturn-Award-Verleihung 2024                        | Bester Hauptdarsteller                    | Nominiert | Ralph Fiennes                                                         |
| Saturn-Award-Verleihung 2024                        | Beste Hauptdarstellerin                   | Nominiert | Anya Taylor-Joy                                                       |
| St. Louis Film Critics Association Awards 2022      | Bestes Originaldrehbuch                   | Nominiert | Seth Reiss, Will Tracy                                                |
| World Soundtrack Awards 2023                        | Entdeckung des Jahres                     | Nominiert | Colin Stetson                                                         |
| Writers Guild of America Awards 2023                | Bestes Originaldrehbuch                   | Nominiert | Seth Reiss, Will Tracy                                                |